# Whyteleafe
Whyteleafe är en ort och civil parish i Storbritannien.   Den ligger i grevskapet Surrey och riksdelen England, i den södra delen av landet, 22 km söder om huvudstaden London. Whyteleafe ligger 113 meter över havet och antalet invånare är 3 315.
Terrängen runt Whyteleafe är huvudsakligen platt, men åt sydost är den kuperad. Runt Whyteleafe är det tätbefolkat, med 319 invånare per kvadratkilometer. Närmaste större samhälle är Sutton, 9,3 km nordväst om Whyteleafe. Trakten runt Whyteleafe består i huvudsak av gräsmarker.